# 吴泾镇
吴泾镇，是中华人民共和国上海市闵行区下辖的一个乡镇级行政单位，位于上海市西南、黄浦江东流北折处，地势平坦，设于2000年，有华东师范大学、上海交通大学等高校及紫竹国家高新技术产业开发区。面积37.64平方公里，户籍人口5.80万人（2017年），常住人口12.12万人（2010年）。

## 历史
至元二十九年（1292年）起，今吴泾镇属上海县。
“吴泾”，源于黄浦江支流吴冲泾，清代时简称吴泾。明朝中叶在吴泾处设渡，而逐渐形成自然集镇。1960年1月，建闵行区时设吴泾镇街道，1960年4月筹建城市人民公社时，改名为三分社，1961年9月更名为吴泾街道。1964年划归徐汇区，1981年2月恢复闵行区建制后，重归闵行区管辖。
“塘湾”，因俞塘湾而得名。兴起于嘉庆年间，称塘湾市。1959年成立塘湾人民公社，1984年3月改为塘湾乡，1993年建塘湾镇。
2000年，吴泾街道与塘湾镇合并，设吴泾镇。

## 地理
吴泾镇位于上海市西南、黄浦江东流北折处，东、南部毗邻黄浦江，北与华泾镇接壤，西及淡水河毗邻颛桥镇、江川路街道。地势平坦，西北稍高、东南偏低，地貌主要为滨海平原，最早约4000年前成陆。水网密布，除黄浦江外，有樱桃河、淡水河、金英河、新蒋家湾、俞圹、圹泗泾、六磊圹等自然河流，属强感潮地带。
吴泾镇的气候为亚热带季风气候，温和潮湿，四季分明，全年平均气温15.36℃，降水量1100mm。东北部的吴泾工业区为空气污染、水污染及土壤污染的主要污染源。政府规划将化工区域搬迁，时间未定。

## 行政区划
吴泾镇下辖以下居委会及村委会：
吴泾新村居委会、双柏新村居委会、氯碱新村居委会、通海新村居委会、永南新村居委会、永北新村居委会、新华新村居委会、宝秀路居委会、紫晶南园居委会、枫桦景苑居委会、三新街居委会、万科阳光苑居委会、虹梅新苑第一居委会、虹梅新苑第二居委会、虹梅景苑第一居委会、虹梅景苑第二居委会、幸福村村委会、英武村村委会、星火村村委会、友爱村村委会、共和村村委会、和平村村委会、新建村村委会和塘湾村村委会。

## 交通

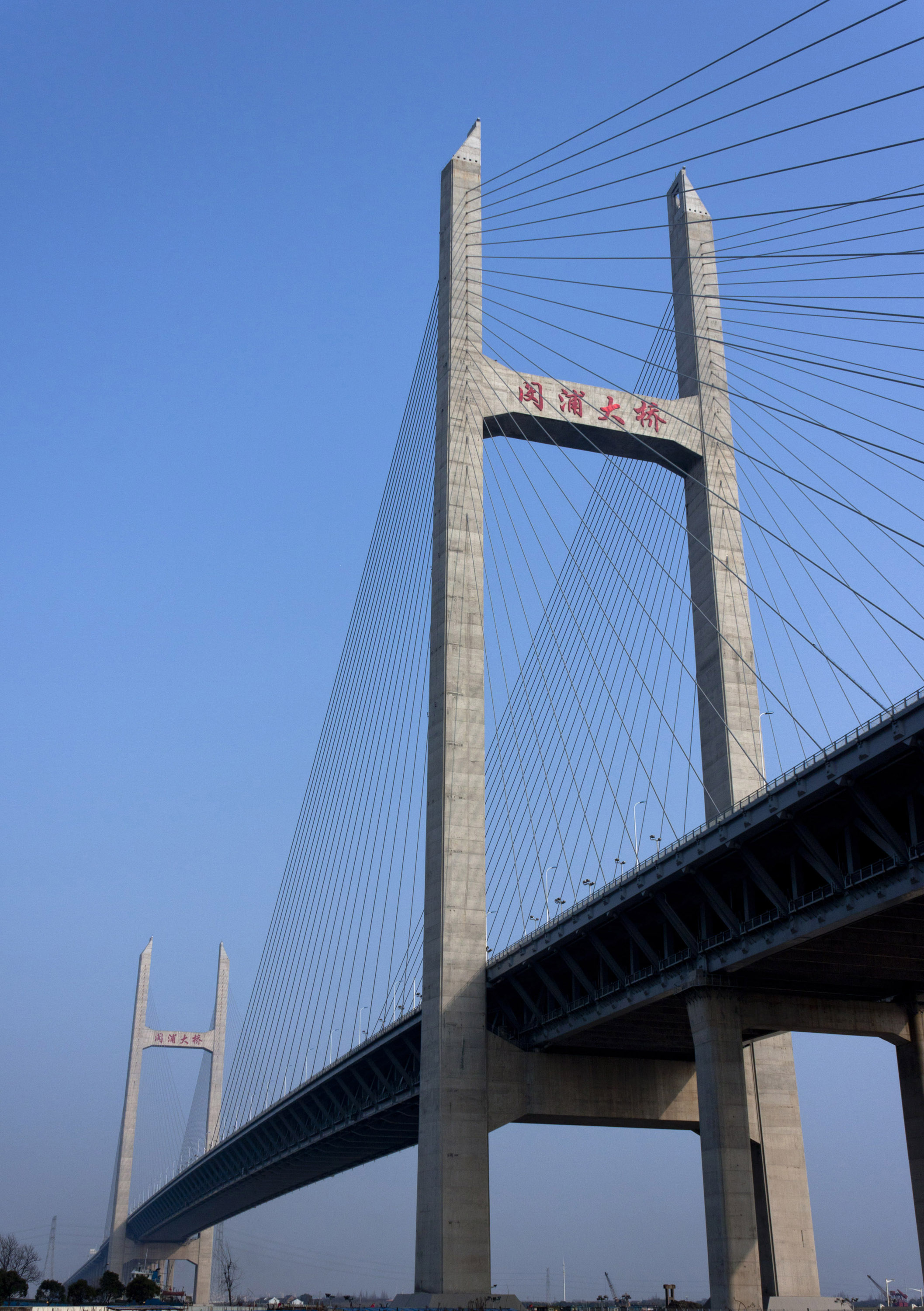
闵浦大桥

吴泾镇交通发达。公路网络已经形成，有虹梅南路、龙吴路等干道，闵浦大桥、虹梅南路高架连接市区中环、虹梅南路隧道等黄浦江过江通道，申嘉湖高速公路经过。吴泾铁路及上粮七库等专用线用于各工厂、仓库的货运。公共交通便利，上海轨道交通15号线终于吴泾镇。未来规划还有轨道交通23号线，黄浦江畔设有吴泾和闸港等轮渡站，各专用码头沿江密布 。

## 经济

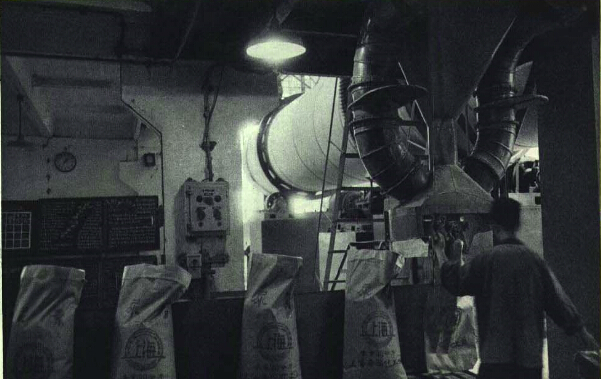
《人民画报》1966年第1期 中國上海市吴泾化工厂尿素厂

吴泾镇经济主要由制造业和科技产业构成。1958年大跃进时期兴办的吴泾工业区，发展制造业，集中了一批市属大型企业，并导致新型城镇的兴起。21世纪初建成的上海紫竹高新技术产业开发区，以上海交通大学、华东师范大学为依托，发展集成电路与软件、新能源、航空、数字内容、新材料和生命科学等科技产业，被定位为“东方硅谷”。另有30条市政商业街，使第三产业得以发展。

## 人口
截至2017年2月，吴泾镇共有户籍人口57978人，均为城镇人口。根据第六次全国人口普查数据，2010年吴泾镇共有常住人口121164人。

## 教育

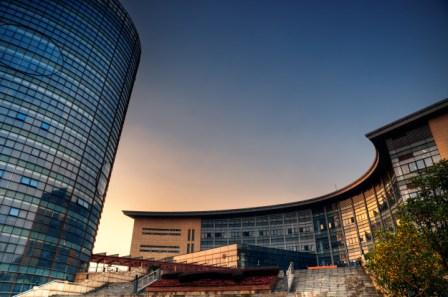
华东师范大学闵行校区

华东师范大学闵行校区、上海交通大学闵行校区坐落于吴泾镇，紫竹国际教育园区毗邻两校，是紫竹国家高新技术产业开发区的科技依托。另有上海东海职业技术学院等职业学校，以及华东师范大学第二附属中学紫竹校区、友爱实验中学等中等学校，及数所小学。